# Jean-Baptiste Guillaume Langlois
Pour les articles homonymes, voir Langlois.
Jean-Baptiste Guillaume Langlois est un homme politique français né le 1er décembre 1758 à Louviers (paroisse Notre-Dame) et mort le 17 septembre 1834 au même lieu.

## Biographie
Négociant à Louviers, président de l'administration du département de l'Eure, il est député de 1791 à 1792, siégeant avec la majorité. Il est élu au Conseil des Anciens le 25 germinal an VII et siège au corps législatif, comme député de l'Eure de 1800 à 1806. Il est de nouveau député de l'Eure en 1815, pendant les Cent-Jours.

## Sources
- « Jean-Baptiste Guillaume Langlois », dans Adolphe Robert et Gaston Cougny, Dictionnaire des parlementaires français, Edgar Bourloton, 1889-1891 [détail de l’édition]